# 高英傑
高英傑（1955年10月24日—），為台灣著名棒球選手、教練，在成棒時期與前中信鯨總教練李來發號稱台灣最佳的投捕搭擋，現為台北市立體育學院副教授兼球類運動學系系主任，台灣旅美棒球名將王建民即為其悉心指導的愛徒。高英傑退役後，與李來發雙雙加入日本職棒加盟南海鷹（軟銀鷹前身）。旅日四年後回台灣擔任教練，帶領國家代表隊獲得無數國際賽金、銀、銅牌，對台灣棒球運動貢獻良多。

## 經歷
- 嘉義市宣信國小少棒隊
- 嘉義市蘭潭國中青少棒隊
- 嘉義市東亞高工（與吳鳳中學合併為東吳高職）青棒隊
- 台北體專棒球隊
- 合作金庫棒球隊
- 空軍虎風棒球隊
- 日本職棒南海鷹隊(1981)
- 中華民國棒球協會選訓委員
- 台北市立體育學院球類運動學系副教授兼系主任
- 臺北市成棒隊總顧問
- 中華職棒中信兄弟隊最高顧問（2014年5月29日～2021年1月28日）
- 中華職棒中信兄弟隊董事長（2021年1月28日～）
- 中國信託育樂股份有限公司副董事長

## 外部連結
- 高英傑在台灣棒球維基館上的頁面（繁體中文）